# Koli Sewabu
Pas d'image ? Cliquez ici

a Compétitions nationales et continentales officielles uniquement.

b Matchs officiels uniquement.
Dernière mise à jour le 30 août 2018.
Kolinio Sewabu, né le 15 janvier 1975 à Nausori (Fidji), est un joueur de rugby à XV, qui joue avec l'équipe des Fidji, évoluant au poste de troisième ligne centre ou troisième ligne aile (1,95 m pour 102 kg).

## Carrière

### En équipe nationale
Il a connu sa première cape international le 15 mai 1999, à l’occasion d’un match contre l'équipe du Canada.
Koli Sewabu a participé à la coupe du monde 2003 (3 matchs, 3 comme titulaire), et à la Coupe du monde de rugby 1999 (4 matchs, 1 comme titulaire).

## Palmarès
- 24 sélections avec l'Équipe des Fidji de rugby à XV
- Sélections par année : 12 en 1999, 3 en 2000, 3 en 2002, 6 en 2003.
- 15 points
- 3 essais.